# Jhordan Campos
Jhordan Campos (Capaya, Provincia de Aymaraes, 15 de septiembre de 1995) es un futbolista peruano. Juega de lateral derecho y su equipo actual es Social El Olivo de la Copa Perú.

## Clubes
| Club                | País | Año         |
| ------------------- | ---- | ----------- |
| Sport Huancayo      | Perú | 2013 - 2016 |
| José María Arguedas | Perú | 2017        |
| FC Retamoso         | Perú | 2018        |
| Deportivo Educación | Perú | 2019        |
| Miguel Grau         | Perú | 2019        |
| Social El Olivo     | Perú | 2022 -      |